# Alfred Vernborg
Alfred Vernborg, född 3 september 1858 i Östra Husby socken, död 27 oktober 1944 på Lidingö, var en svensk folkskollärare och hembygdsforskare.
Alfred Vernborg var son till timmermannen Jonas Månsson och Anna Maria Larsdotter. Han avlade folkskollärarexamen vid Linköpings seminarium 1879 och verkade sedan som organist och folkskollärare i Munsö till 1909. Han tjänstgjorde därefter i Lundsved i Uppland samt i Uringe och Lideby på Södertörn, till han pensionerades 1920, varefter han en kort tid tjänstgjorde som redaktionssekreterare i Stockholms läns tidning i Södertälje. Han innehade därefter en rad lärarvikariat, bland annat på Lidingö, där han var bosatt de sista åren av sitt liv. Han medarbetade även under dessa år i Lidingö Tidning. Vernborg utgav 1903 och 1909 två band Svenska bygder som innehåller en mängd värdefulla sockenbeskrivningar. Dessutom publicerade han ett litet häfte Uppland och dess folk (1907), diktsamlingen Rim och orim (1917) samt sitt främsta arbete, Boken om Munsö (1943), där han samlade mångåriga forskningsresultat.